# توکای پشت‌سربی
توکای پشت‌سربی (نام علمی: Turdus reevei) گونه‌ای از پرندگان خانواده توکایان است که در اکوادور و پرو یافت می‌شود. زیستگاه‌های طبیعی آن جنگل‌های خشک نیمه‌گرمسیری یا گرمسیری، جنگل‌های جلگه‌ای نمناک نیمه‌گرمسیری یا گرمسیری و جنگل‌های کوهستانی نمناک نیمه‌گرمسیری یا گرمسیری است.